# Anna Schieblová
Anna Schiebelová rozená Baťová (19. května 1872 Zlín – 25. července 1936 Kroměříž) byla sestra Tomáše Bati, světoznámého obuvníka a zakladatele moderního Zlína.
Ačkoliv byla starší než její slavný bratr, přežila jej o čtyři roky (Tomáš zahynul při letecké havárii roku 1932). Spolu s ním a s dalším bratrem Antonínem založila Anna v roce 1894 obuvnickou firmu Baťa. Bratrům hlavně v začátcích velmi pomáhala, starala se o domácnost a vedla i účetnictví. V roce 1898 se vdala za Jindřicha Schiebela, hospodářského správce v Lukově, původem z Kroměříže. Pak z firmy odešla a po smrti nejstaršího bratra Antonína v roce 1908 zůstal Tomáš sám.
Anna se svým manželem Jindřichem žila v Kroměříži a měla tři děti – Zdeňku, Aničku a Vladimíra. Zdeňka se přivdala do další „baťovské“ rodiny, když si vzala Aloise Hozu, podobně i Anička, když se stala ženou JUDr. Evžena Schallera.
Jindřich Schiebel zemřel 15. června 1931 v Kroměříži, jeho manželka ho přežila o pět let – zemřela 25. července 1936 na rakovinu; pohřbena je v rodném Zlíně.